# Ylidy
Ylidy jsou neutrální dipolární molekuly obsahující záporně nabitý atom (obvykle karboanion) přímo navázaný na heteroatom s kladným nábojem (což je většinou dusík, fosfor nebo síra), v níž mají všechny atomy plné oktety elektronů. Vznikají tak struktury, kde jsou dva sousední atomy propojeny jak kovalentními, tak i iontovými vazbami; to se obvykle zapisuje X+–Y−. Ylidy jsou tak 1,2-dipolární sloučeniny a skupinou zwitteriontů. Mají využití v organické chemii jako reaktanty a reaktivní meziprodukty.

## Rezonanční struktury
Mnoho ylidů lze popsat násobnou vazbou v rezonanční struktuře, nazývané ylenová forma, skutečná struktura se ovšem nachází mezi těmito formami:
Skutečné vazby v tomto druhu ylidů odpovídají zwitteriontu (struktuře vpravo) se silným coulombovským přitahováním mezi „oniovým“ atomem a sousedním uhlíkem, což způsobuje zkrácení vazby a také trigonální pyramidovou strukturu.

## Fosfoniumylidy

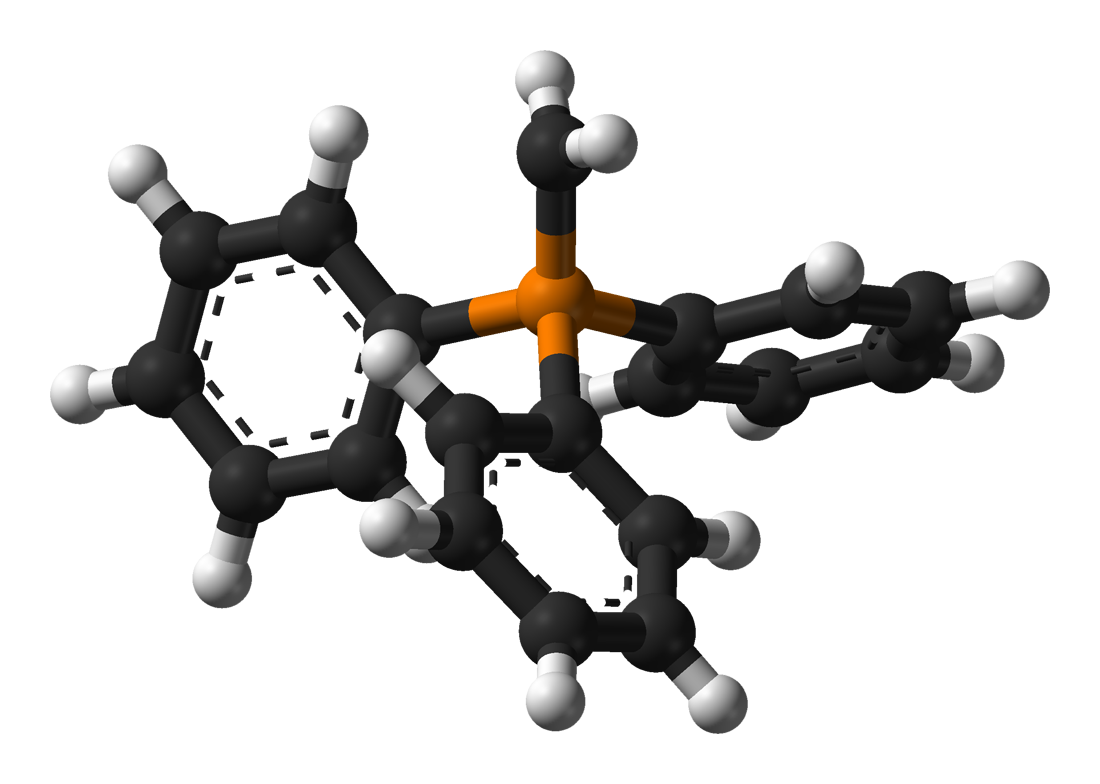
Struktura methylentrifenylfosforanu

Fosfoniumylidy se používají ve Wittigových reakcích, přeměňujících ketony a aldehydy na alkeny. Kladný náboj se u nich nachází na atomu fosforu se třemi fenylovými substituenty a vazbou na karboanion. Ylidy mohou být „stabilizované“ nebo „nestabilizované“.
Obvykle se vytváří reakcí trifenylfosfinu s alkylhalogenidy, přičemž mechanismus se podobá SN2 reakcím. Touto kvaternizací vznikne alkyltrifenylfosfoniová sůl, kterou lze izolovat nebo ihned nechat reagovat (v níže uvedeném případě s butyllithiem) za vzniku ylidu.
Protože má reakce SN2 mechanismus, tak stericky méně zatížené alkylhalogenidy přednostně reagují s trifenylfosfinem než se stericky výrazně zatíženějším alkylhalogenidem (jako je terc-butylbromid). Z tohoto důvodu obvykle jeden z možných syntetických postupů bývá pravděpodobnější než jiný.
Fosfoniumylidy jsou významnými reaktanty v organické chemii, obzvláště při syntézách přírodních látek s biologickými a léčivými účinky. Většina využití koordinace a-ketostabilizovaných fosfoniumylidů vyplývá z více možností koordinace v důsledku navázání různých funkčních skupin.

## Nesymetrické fosforové ylidy
Alfa-ketostabilizované ylidy odvozené od bisfosfinů, jako jsou 1,2-bis(difenylfosfino)ethan (dppe), [Ph2PCH2PPh2]C(H)C(O)R, bis(difenylfosfino)methan (dppm), [Ph2PCH2CH2PPh2]C(H)C(O)R (R = Me, Ph nebo OMe) jsou významnou skupinou hybridních ligandů obsahujících fosfinové i ylidové funkční skupiny, mohou vytvářet ylidové a enolátové formy. Tyto ligandy se tak mohou zapojit do řady různých vazeb s ionty kovů, jako jsou palladium a platina.

## Ostatní druhy

### Sirné ylidy
Dalšími běžnými skupinami jsou sulfoniumylidy a sulfoxoniumylidy, jako například Johnsonovo–Coreyovo–Čajkovského činidlo používané na přípravu epoxidů nebo ve Stevensově přesmyku.

### Kyslíkaté
Karbonylylidy (RR'C=O+C−RR') lze získat otevíráním kruhu epoxidů nebo reakcemi karbonylových sloučenin s karbeny, jež se většinou připravují z diazosloučenin. Oxoniumylidy (RR'-O+-C−R'R) vznikají reakcemi karbenů s ethery.

### Dusíkaté
Existují také ylidy založené na dusíku, například azomethinylidy s obecným vzorcem:
Tyto sloučeniny lze považovat za spojení iminiových kationtů s karboanionty. Substituenty R1 a R2 jsou skupiny odtahující elektrony.
Tyto ylidy je možné připravit kondenzacemi α-aminokyselin s aldehydy nebo tepelným otevíráním kruhů některých N-substituovaných aziridinů.
Neobvyklou skupinou didusíkatých ylidů jsou izodiazeny: R1R2N+=N–. Rozkládají se za uvolnění dusíku (N2).
Stabilní karbeny také mají ylidové rezonanční struktury:

### Ostatní
Haloniumylidy vznikají reakcemi allylhalogenidů a karbenoidů kovů. Po [2,3]-přesmyku se utváří homoallylhalogenid.
Aktivní forma Tebbeova činidla bývá často považována za ylid titanu. Podobně jako Wittigovo činidlo dokáže nahradit kyslíkové atomy karbonylových skupin methyleny. Ve srovnání s Wittigovým činidlem ho lze použít s větším rozmezím funkčních skupin.

## Reakce
Významnou reakcí (fosforových) ylidů je například Wittigova reakce.

### Dipolární cykloadice
Některé ylidy jsou 1,3-dipóly a vstupují do 1,3-dipolárních cykloadicí, například azomethinylid se účastní Pratových reakcí s fullereny.

### Dehydropárování se silany
Za přítomnosti homoleptických katalyzátorů založených na prvcích 3. skupiny, Y[N(SiMe3)2]3, může trifenylfosfoniummethylid reagovat s fenylsilanem.
Vzniklý ylid je stabilizován silylovou skupinou. Vedlejším produktem této reakce je plynný vodík.

### Sigmatropní přesmyky
Mnoho ylidů může vstoupit do sigmatropních reakcí.
Příkladem [2,3]-sigmatropní reakce je Sommeletův–Hauserův přesmyk. Stevensův přesmyk patří mezi [1,2]-přesmyky.
U některých fosfoniumylidů byly pozorovány [3,3]-sigmatropní reakce

### Allylové přesmyky
Wittigova činidla reagují s nukleofily v SN2 allylových přesmycích:
Po úvodní adici následuje eliminační reakce.